# Chasse à l'enfant

Chasse à l'enfant est un poème de Jacques Prévert qui évoque la mutinerie d'août 1934 à la colonie pénitentiaire de Belle-Île-en-Mer. Le poème, mis en musique par Joseph Kosma, a été interprété par Marianne Oswald et enregistré en 1936. Le texte est publié dans le recueil Paroles, sorti en 1946.

## Analyse

### Effet immédiat
Tout d'abord, on s'interroge sur les raisons de la chasse, car l'auteur nous entraîne dans l'action dès le début du poème. En effet, le premier vers est : « Bandit ! Voyou ! Voleur ! Chenapan ! » Puis, on est indigné par cette mutinerie. L'enfant mérite-t-il vraiment ces mauvais traitements ?

### Type, thème et propos
Les rimes et les vers permettent au lecteur d'identifier le genre poétique de ce texte. Le titre indique que le thème du poème est : « La chasse à l'enfant ».
Le récit prend place sur une île. On perçoit des cris « d'honnêtes gens » qui poursuivent un enfant, échappé d'une maison de redressement où il était malmené. « Les gendarmes, les touristes, les rentiers, les artistes » le pourchassent en pleine nuit, ce qui le pousse à fuir à la nage. Des coups de fusil sont tirés. Ainsi le poème s'achève, sans que le lecteur sache si l'enfant est mort ou s'il survit. Ce dernier est parfois représenté par le pronom personnel il (vers 13) et les « honnêtes gens », par le pronom personnel ils (vers 11).

### Visée
Le poème cherche en premier lieu à dénoncer la maltraitance que les enfants peuvent subir. Il témoigne également d'un fait divers qui s'est réellement produit et cherche ainsi à sensibiliser et émouvoir ses lecteurs. Enfin, Jacques Prévert suscite notre curiosité en créant une fin ouverte.

### Composition
Il s'agit d'une œuvre contemporaine reconnaissable grâce au lexique employé, à la poésie en forme libre ainsi qu'à la place faite à l'enfant.
Le poème est composé de huit strophes de longueurs différentes (de 1 à 8 vers). De plus, certaines se répètent.
Le poète emploie des rimes plates ou embrassées (vers 1 à 4) mais le nombre de pieds n'est pas constant.
Il y a un retour en arrière lorsque l'auteur revient en arrière sur les raisons de la chasse.
Enfin, on trouve plusieurs contrastes. Celui entre le caractère idyllique de l'île et la brutalité qui s'y déchaîne ainsi que celui entre l'enfant et les adultes (même si le cœur de Prévert penche vers l'enfance).

### Contexte

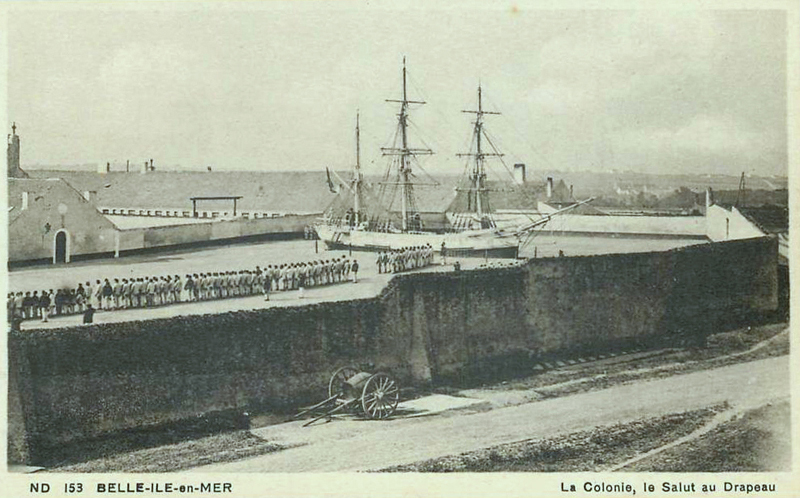
Carte postale de la colonie pénitentiaire Haute-Boulogne de Belle-Ile - Le salut au drapeau

Dès 1902, le ministère de la Justice établit sur la Haute-Boulogne, une colonie pénitentiaire pour mineurs « délinquants » avec une école de matelotage : un bateau avec son gréement était placé au milieu de la cour, mais les détenus ne sortaient pas en mer.
Rapidement, le domaine de Bruté est acheté et transformé en Centre d'apprentissage agricole et aussi de mécanique, ce qui permet d'augmenter la capacité d'accueil des enfants et de diversifier leur formation. Une célèbre révolte des enfants a lieu en 1934 ; après que les surveillants pénitentiaires ont tabassé un pupille, les jeunes détenus se sont soulevés et enfuis.
Une prime de 20 francs a été offerte à quiconque capturerait un fugitif. Cette mutinerie a déclenché une campagne de presse faisant connaître au monde entier les conditions de détention, demandant la fermeture de bagne d'enfants. Ces conditions furent améliorées pour l'occasion mais la colonie ne fut définitivement fermée qu'en 1977.
Les bâtiments de la Haute-Boulogne, qui avaient été complètement rénovés, sont depuis utilisés comme locaux pour accueillir des colonies de vacances pour jeunes enfants.
Jacques Prévert et Marcel Carné (dans le film malheureusement inachevé La Fleur de l'âge) ont voulu rendre un vibrant hommage aux jeunes victimes de cette période sombre de l'histoire de Belle-Île. Le film La Révolte des enfants s'est aussi en partie inspiré de ce fait.